# Chamaesaura macrolepis
Chamaesaura macrolepis — вид ящірок роду Хамезаврів родини Поясохвостів. Має 2 підвиди. Інша назва «замбійська трав'яна ящірка».

## Опис
Загальна довжина сягає 50—57 см. Колір шкіри світло—коричневий з 2 коричневими смугами вдовж тіла. На відміну від інших хамезаврів у Chamaesaura macrolepis передні кінцівки зовсім відсутні. Задні кінцівки сильно редуковані.

## Спосіб життя
Полюбляє луки та гірські плато. Ховається в ущелинах та серед каміння. Це досить моторна ящірка. Харчується дрібними безхребетними.
Це яйцеживородна ящірка. Самиця у березні народжує 6—8 дитинчат.

## Розповсюдження
Це ендемік Африки. Мешкає у Південно-Африканській Республіці, Зімбабве, Есватіні.

## Підвиди
- Chamaesaura macrolepis macrolepis
- Chamaesaura macrolepis miopropus